# Stația Pierzaniei
Stația Pierzaniei (cu titlul original Perdido Street Station) este al doilea roman publicat de China Miéville și primul dintre cele trei lucrări independente ce descriu lumea ficțională Bas-Lag, o lume în care co-există magia (numită aici 'taumaturgie') și tehnologia steampunk.  Romanul a câștigat câteva premii literare. În românește, a apărut la editura Tritonic în octombrie 2005, în traducerea lui Mihai Samoilă.
Într-un interviu, Miéville a descris acest roman ca fiind "un fantasy cu tehnologie din era victoriană. În loc să fie o lume medievală, este una de la începuturile capitalismului, un stat polițienesc!" 
Acțiunea romanului se petrece în orașul–stat Noul Crobuzon din Bas-Lag: titlul face referire la o stație feroviară din inima orașului.

## Sumar
Isaac Dan der Grimnebulin este un savant excentric din New Crobuzon, unde trăiește cu prietena lui, Lin, o creatură din specia khepri. În vreme ce Lin, fiind artistă, este angajată să creeze o sculptură a mafiotului Motley, Isaac are parte de o provocare unică. El este contactat de Yagharek, un garuda, care îi cere să-i refacă aripile ce-i fuseseră tăiate de tribul său drept pedeapsă pentru o crimă ce pretinde a nu avea echivalent în cultura umană. Isaac este atras de natura aparent imposibilă a proiectului și adună în laborator tot felul de creaturi zburătoare pentru a le studia – inclusiv o larvă necunoscută, multicoloră, căpătată prin metode ilicite. Când Isaac află că larva crește doar cu ajutorul unui drog numit "rahat-de-visat", începe să o hrănească, declanșând fără să vrea metamorfozarea ei într-o creatură incredibil de primejdioasă, o molie hipnotică imensă, care se hrănea cu visele ființelor gânditoare ce cădeau din această pricină într-o stare catatonică. Aflăm mai târziu că drogul este de fapt "laptele" unei molii adulte și că alte patru asemenea creaturi au fost vândute domnului Motley, un naș mafiot hidos, care le "mulgea" pentru a produce drogul. Când a cincea larvă se transformă și scapă, își eliberează semenii și bântuie Noul Crobuzon până ce Isaac găsește o cale să le vină de hac.

## Personaje
- Isaac Dan der Grimnebulin, un savant uman, pasionat de toate disciplinele dar obsedat de teoria "energiei de criză ". Partenerul intim al lui Lin și bun prieten cu Derkhan Mohorâta.
- Yagharek, un garuda exilat și lipsit de aripi din deșertul Cymek, departe în sud față de Noul Crobuzon. Îi solicită lui Isaac să-i refacă aripile, dispus să accepte orice metodă și orice preț.
- Lin, iubita lui Isaac, o artistă khepri  ce primește comandă de la domnul Motley să execute o statuie a sa.
- Derkhan Mohorâta, o lesbiană în pragul bătrâneții, co-editor al Agitatorului Renegat (o fițuică subversivă).
- Lemuel Porumbelul, omul de legătură dintre Isaac și lumea interlopă a Noului Crobuzon.
- Domnul Motley, cel mai temul naș mafiot al Noului Crobuzon, cel care produce, printre altele, rahatul-de-visat. Și-a modificat trupul de multe ori, devenind o adunătură de părți anatomice și apendici.
- Bentham Rudgutter, primarul corupt al Noului Crobuzon, care negociază cu mafia și demonii.
- MontJohn Rescue, ambasador al temuților mânuitori (paraziți puternici care preiau trupurile altor specii), lucrează pentru primar.
- CinăÎnDoi, un gargui oligofren și prietenos care face mici comisioane pentru Isaac.
- Consiliul Robotic, o inteligență artificială colectivă ce se află în groapa de gunoi a orașului. Controlează mulți roboți casnici în Noul Crobuzon.
- Țesătorul, o ființă multidimensională cu aspectul unui păianjen gigantic, care vorbește neîntrerupt în versuri albe.

## Recepția romanului
Romanul a fost nominalizat în 2002 la Premiul Nebula și Premiul Hugo. A primit în 2000 premiul August Derleth  al Societății Britanice de Fantasy, în 2001 Premiul Arthur C. Clarke,, în 2002 premiul Premio Ignotus și în 2003 premiul Kurd Laßwitz. A mai primit în 2001 premiul editorilor la Amazon.com. În mai 2009 a fost lansată versiunea audio a cărții de către editura Random House.
Michael Moorcock a scris în recenzia cărții : "Stația Pierzaniei, o fantezie masivă și copios de detaliată a unei lumi paralele, ne oferă o gamă întreagă de creaturi exotice, cu toate minunat creionate, dezvăluind un scriitor cu un rar talent descriptiv, un observator neobișnuit de fin al detaliului fizic, atât pentru senzualitatea și frumusețea omului obișnuit, cât și a creaturilor exotice." Cu toate acestea, el sugerează că "Mieville, hotărând să dea o operă valoroasă și captivantă, a ajuns să împrumute alte genuri, ceea ce creează așteptări neconfirmate din partea acțiunii și face ca personajele să se comporte aberant, forțând autorul să dea o notă raționalistă, contrară substanței creative, intelectuale și imaginative a cărții." El încheie astfel: "Lăsând asta la o parte, Mieville, cu sensibilitatea lui de bun catolic modern, generează valori victoriene și câteva argumente morale bine țintite, făcând din Stația Pierzaniei un roman captivant, perfect pentru o lectură de concediu!"